# John Reeves Ellerman
Pour les articles homonymes, voir Ellerman.
John Reeves Ellerman, né le 21 décembre 1909 et mort le 17 juillet 1973, 2e baronnet, est un mammalogiste britannique.
Il est le fils de John Ellerman (1862-1933), propriétaire de bateaux et investisseur. Il hérite des affaires de son père mais sa véritable passion est l’étude des rongeurs. Il fait notamment paraître The Families and Genera of Living Rodents.

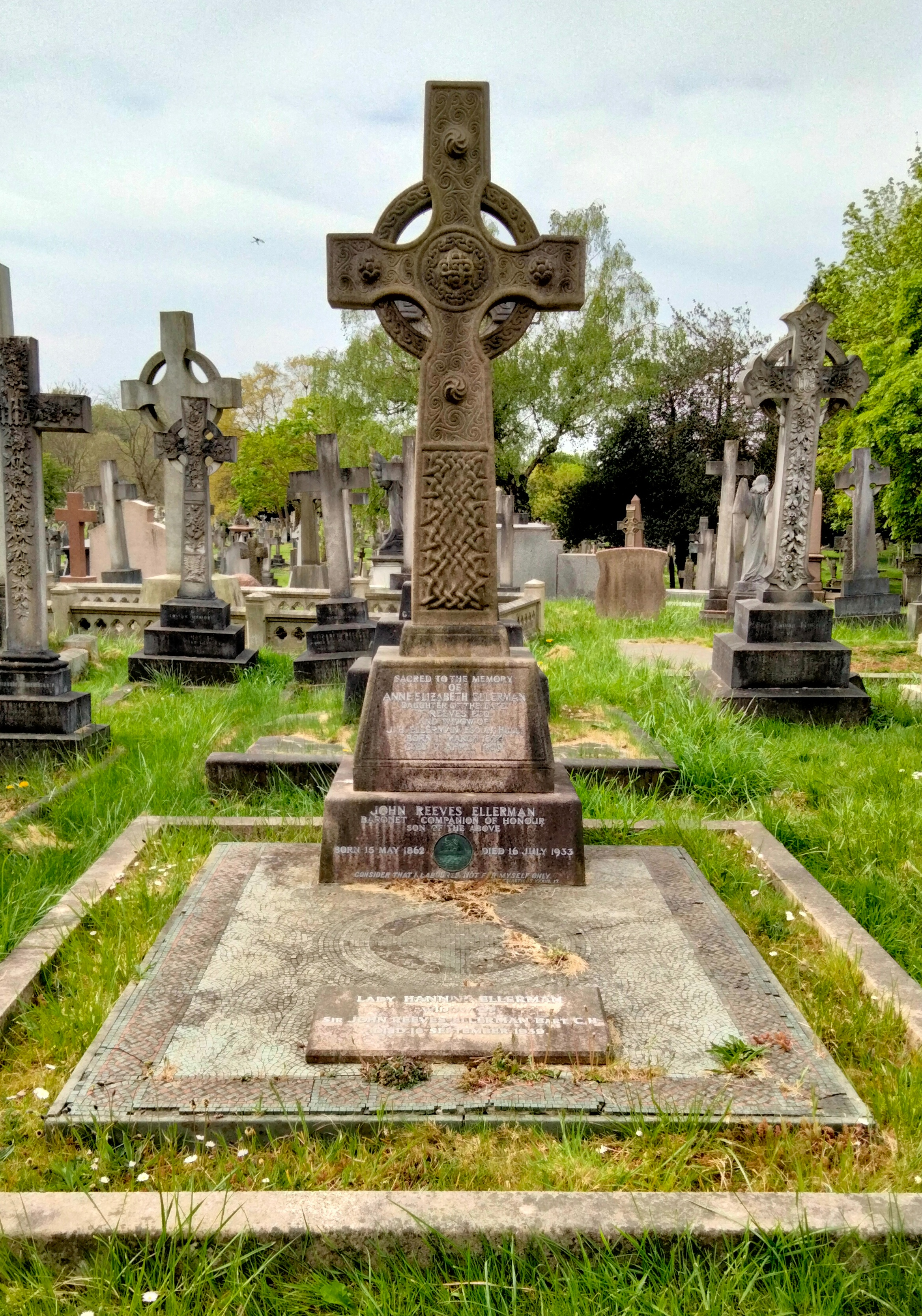
La tombe de ses parents au cimetière de Putney Vale à Londres.

## Source
- Traduction de l'article de langue anglaise de Wikipédia (version du 4 juin 2007).